# Lago Maquapit
O lago Maquapit é um lago de água doce localizado no condado de York, província de New Brunswick, no Canadá.

## Descrição
Esta superfície lagunar encontra-se nas coordenadas geográficas N 45°53'48 W 66°10'39 
As margens deste lago encontram-se povoadas por grandes extensões florestais nativas que contribuem para o ambiente puro que a natureza mantêm. Este lago é também um local bastante procurada pelos pescadores uma vez que a variedade da fauna piscícola é variada, podendo-se encontrar nas suas águas a truta comum, a Salvelinus fontinalis e Lepomis macrochirus 
Os mais próximos lugares referenciáveis são o promontório Denton, Days Cove a 2 km a norte do lago, a ilha Hunters, igualmente localizada 2 km ao norte, Estabrooks Pond, localizado 2 km para sul, e a ilha Ring, também localizada 2 km para sul.